# Панабэйкер, Кей
Сте́фани Кей Панабэ́йкер (англ. Stephanie Kay Panabaker; род. 2 мая 1990, Ориндж, Техас) — американская актриса и зоолог. Является младшей сестрой звезды «Высшего пилотажа» Даниэль Панабэйкер.

## Биография
Панабэйкер родилась 2 мая 1990 года в Ориндже, штат Техас, в семье Донны и Гарольда Панабэйкеров. С начала карьеры выступала на сценах различных театров Чикаго, Филадельфии и Атланте. Образование Кей получала в Crone Middle School, позже, в начале седьмого класса, переехала в Лос-Анджелес, Калифорния.
В промежутках между съёмками Кей сосредотачивала своё внимание на учёбе. Она окончила Высшую школу уже в возрасте 13 лет, а в 15 получила степень ассистента. Во время обучения в Глендейльском Колледже она была в списке лучших учеников, получив две учёных степени. Кей стала самой молодой студенткой, поступившей в Калифорнийский университет в Лос-Анджелесе, который она окончила ещё до наступления совершеннолетия.
Семья Панабэйкер постоянно переезжала, поэтому детство Кей прошло в Чикаго, Филадельфии и Атланте. С тех пор она любит путешествовать.
В настоящее время не снимается в кино. Работает в зоопарке полный рабочий день.

## Фильмография
| Год       |    | Русское название                    | Оригинальное название                           | Роль                     |
| --------- | -- | ----------------------------------- | ----------------------------------------------- | ------------------------ |
| 2001      | мф | Корпорация монстров                 | Monsters, Inc.                                  | имя персонажа неизвестно |
| 2002      | ф  | По ту сторону закона                | Dead Heat                                       | Сэм                      |
| 2002      | с  | Порт Чарльз                         | Port Charles                                    | Сара                     |
| 2002      | с  | Скорая помощь                       | ER                                              | Мелисса Рю               |
| 2002      | с  | Седьмое небо                        | 7th Heaven                                      | Алиса Бренд              |
| 2002—2003 | с  | Ангел                               | Angel                                           | девушка                  |
| 2003      | с  | Женская бригада                     | The Division                                    | Сюзи Дженкинс            |
| 2003      | с  | Братья Гарсиа                       | The Brothers Garcia                             | Кэрри Бауэр              |
| 2005      | тф | Шестнадцатилетняя мать              | Mom at Sixteen                                  | юная Мейси               |
| 2005      | с  | Медиум                              | Medium                                          | Элиша                    |
| 2005      | тф | Лучший пёс                          | Life Is Ruff                                    | Эмили Уотсон             |
| 2004—2005 | с  | Вечное лето                         | Summerland                                      | Никки Вестерли           |
| 2004—2005 | с  | Фил из будущего                     | Phil of the Future                              | Дебби Бервик             |
| 2006      | с  | Американский дракон: Джейк Лонг     | American Dragon: Jake Long                      | черлидер Лэйси           |
| 2006      | тф | Читай и рыдай                       | Read It and Weep                                | Джеми Бартлетт           |
| 2007      | тф |                                     | Zip                                             | Элли Стрейнджер          |
| 2007      | с  | Победитель                          | The Winner                                      | Вивика                   |
| 2007      | ф  | Победительница                      | Moondance Alexander                             | Мунденс Александр        |
| 2007      | с  | Два с половиной человека            | Two and a Half Men                              | Софи                     |
| 2007      | ф  | Нэнси Дрю                           | Nancy Drew                                      | Джорджи Файн             |
| 2007      | с  | Всё тип-топ, или Жизнь Зака и Коди  | The Suite Life of Zack and Cody                 | Эмбер                    |
| 2007      | тф | Опека                               | Custody                                         | Аманда                   |
| 2007      | с  | Дурман                              | Weeds                                           | Амелия                   |
| 2007      | с  | Юристы Бостона                      | Boston Legal                                    | Эбби Холт                |
| 2007      | ф  | Принц и нищий: Современная история  | A Modern Twain Story: The Prince and the Pauper | Элизабет                 |
| 2007      | с  | Говорящая с призраками              | Ghost Whisperer                                 | Марло Синклер            |
| 2008      | тф |                                     | Happy Campers                                   | Дилан                    |
| 2008      | с  | Анатомия страсти                    | Grey's Anatomy                                  | Эмма Андерсон            |
| 2009      | тф |                                     | A Marriage                                      | Мэдди Габриэл            |
| 2009      | с  | Обмани меня                         | Lie to Me                                       | пилотная серия           |
| 2009      | с  | Сознание                            | Mental                                          | Эйснли Скофф             |
| 2009      | ф  | Слава                               | Fame                                            | Дженни Гаррисон          |
| 2010      | с  | Братья и сёстры                     | Brothers & Sisters                              | Китти Уолкер в молодости |
| 2010      | тф | Стена с секретами                   | Secrets in the Walls                            | Лиззи                    |
| 2010      | ф  | Эффект озера                        | The Lake Effect                                 | Селия                    |
| 2011      | ф  | Спокойной ночи, Луна                | Little Birds                                    | Элисон                   |
| 2010—2011 | с  | Необыкновенная семейка              | No Ordinary Family                              | Дафни Пауэлл             |
| 2011      | тф | Кибер-террор                        | Cyberbully                                      | Саманта Кэлдон           |
| 2011      | с  | Закон и порядок: Специальный корпус | Law & Order: Special Victims Unit               | Викки Харрис             |
| 2006—2011 | с  | C.S.I.: Место преступления          | CSI: Crime Scene Investigation                  | Линдсей Уиллоуз          |
| 2012      | в  | Крошка из Беверли-Хиллз 3           | Beverly Hills Chihuahua 3: Viva La Fiesta!      | Роуз                     |

## Музыка и другое сотрудничество
| Год  | Фильм                     | Песня                        | Исполнители                              |
| ---- | ------------------------- | ---------------------------- | ---------------------------------------- |
| 2005 | Лучший пёс                | Let´s Go, Ruff               | Кайл Мэсси, Кей Панабэйкер               |
| 2005 | Лучший пёс                | Future!                      | Даниэль Панабэйкер, Кей Панабэйкер       |
| 2005 | Лучший пёс                | Let´s Go, Ruff — New Version | Кайл Мэсси, Кей Панабэйкер, Митчел Муссо |
| 2009 | Слава                     | Hold Your Dream              | Ашер Бук, Натури Нейтон, Кей Панабэйкер  |
| 2009 | Слава                     | Someone To Watch Over Me     | Кей Панабэйкер                           |
| 2010 | C.S.I: место преступления | Cabaret                      | Кей Панабэйкер                           |
| 2011 | Кибер-террор (ТВ)         | Cyberbully                   |                                          |

В 2006 году Кей снялась в клипе певицы Джордан Пруитт (Jordan Pruitt) на песню «Outside Looking In», ставшую главной песней фильма «Читай и рыдай».

## Награды и номинации
| Год  | Премия                                      | Категория                                                                 | Результат    | Роль              |
| ---- | ------------------------------------------- | ------------------------------------------------------------------------- | ------------ | ----------------- |
| 2003 | Young Artist Award                          | Best Performance in a TV Drama Series — Guest Starring Young Actress      | Номинирована | Мелиса Рю         |
| 2004 | Young Artist Award                          | Best Performance in a Commercial                                          | Номинирована |                   |
| 2005 | Young Artist Award                          | Best Performance in a Television Series — Recurring Young Actress         | Номинирована | Дебби Бервик      |
| 2005 | Young Artist Award                          | Best Performance in a TV Series (Comedy or Drama) — Leading Young Actress | Победитель   | Никки Вестерли    |
| 2007 | Temecula Valley International Film Festival | Rising Star Award                                                         | Победитель   |                   |
| 2007 | Dixie Film Festival                         | Outstanding Actor/Actress in a Motion Picture                             | Победитель   | Мундэнс Александр |
| 2008 | Young Artist Award                          | Best Performance in a Feature Film — Leading Young Actress                | Номинирована | Мундэнс Александр |
| 2008 | Young Artist Award                          | Best Performance in a Feature Film — Young Ensemble Cast                  | Номинирована | Джорджи           |